# Trans Ama
Trans AMA is een historisch merk van motorfietsen.
Italiaans motormerk, gevestigd in Pesaro, dat zich sinds 1977 bezighield met de productie van 50-, 125- en 250cc-crossmotoren die voornamelijk in de Verenigde Staten verkocht werden. De 50cc-modellen hadden motorblokken van Minarelli, de grotere modellen hadden Hiro-blokken.